# Луна-М
9K52 Луна-М (руски: Луна; српски: месец) је совјетски артиљеријски систем кратког домета. Користи невођену ракету 9M21 која се ротирањем стабилизује приликом лета. Према руској класификацији (ГРАУ индекс) носи ознаку 9K52 а према нато класификацији ознака је FROG-7 што је акроним ознаке "Free Rocket Over Ground".

## Опис
Ракете 9M21 транспортују се на гусеничном самоходном пуњачу ракета(СПР) који је базиран на ЗИЛ-135 8x8 војном камиону. Самоходни пуњач ракета поседује велику хидрауличну дизалицу која се користи за претовар ракета из транспортера 9T29 (такође заснованом на возилу ЗИЛ-135) као и за постављање ракета на клизну рампу лансирног возила. Ракете 9M21 имају домет од 70 km и одступање које се јавља приликом ротације између 500 и 700 m од задате мете. Ракета која се испаљује са овог лансера поседује бојеву главу тежине 550 kg а способна је да понесе и високо-експлозивне, нуклеарне и хемијске бојеве главе. Једно возило је на себи носило једну ракету на клизном лансеру. Време потребно за заузимање борбеног положаја износи 20 минута.

## Историја
Првих шест примерака ове ракете налазило се на Куби током кубанске ракетне кризе октобра 1962. године. Ове ракете, које су биле спремне за дејство имале су на себи нуклеарне бојеве главе. Додатних 70 бојевих глава било је ускладиштено на Куби. Луна је касније била веома често распоређивана по земљама Варшавског пакта. Ракета се веома интензивно извозила и данас је поседује велики број држава. Након рата са Ираном, Ирак је модификовао своје залихе ракета 9М21 кроз заједнички програм сарадње са Египтом и египатским војним инжењерима, тао што су повећали домет на 90 km и поставили касетну бојеву главу на ракету. Ракета је преименована у Лаитх-90.
Током рата у Хрватској овај систем је успешно коришћен од стране снага Републике Српске Крајине ради одвраћања хрватске агресије и гађана су места од стратешког значаја као што је Жупања 12. децембра 1992. и Загреб 11. септембра 1993. током битке за Медачки џеп. Употреба овог оружја показала се поред своје ефикасности у борби и као оружје које је изазивало масовну панику у непријатељским редовима и остављала јаке психолошке последице по борбени морал хрватских снага.
Систем је такође коришћен током инвазије на Ирак 2003. године када су америчкој војсци нанети губици у људству управо употребом ових система погинула три америчка војника који су се налазили у саставу Друге бригаде која се налазила у саставу Треће Пешадијске Дивизије. Још 14 америчких војника страдало је усред дејства ових система из састава ирачких снага као и 22 возила Хамви.
Краљевска ратна авијација Британије уништила је неколико ових система које су користиле владине снаге под командом председника Гадафија приликом дејстава јужно од града Сирта током грађанског рата у Либији 2011. године.

## Верзије
9М21Б
Верзија наоружана нуклеарном бојевом главом тежина 550 kg.
9M21Г
Ова верзија била је опремљена бојевом главом тешком 390 kg.
Лаитх-90
Ирачка верзија са увећаним дометом од 90km и касетном бојевом главом.

## Корисници

### Тренутни корисници
- Алжир- 24 примерка набављена између 1964. и 1974, а 15 би требало да буде повучено из употребе до краја 2014. године.
- Авганистан
- Белорусија око 36 примерака 9K52 и Точка
- Куба-65
- Египат-24 лансера набављена између 1960. и 1969. године, већина је повучена.
- Либија-45
- Северна Кореја око 24 примерака 9K52 и 2К6 Луна.
- Русија одређене количине у складиштима.
- Сирија-30
- Украјина-50
- Јемен-12

### Бивши корисници
- Бугарска
- Чехословачка
- Источна Немачка
- Мађарска
- Ирак
- Кувајт (заробљени током заливског рата од стране ирачких снага)
- Пољска
- Румунија
- Јужни Јемен
- СССР
- Југославија (четири лансера у употреби до распада СФРЈ. Данас у саставу ВС као модификовани вишенаменски самоходни лансери 9П113М2 (камион ЗИЛ 135ЛМ) система М-87 ОРКАН 2, калибра 262 mm, домета до 50 km, који се у јавности приказује са четири цеви из политичких разлога.